# Bucky Lasek
Charles Michael Lasek, detto Bucky (Baltimora, 3 dicembre 1972), è uno skater professionista statunitense.

## Biografia

### Carriera professionistica
Bucky ha iniziato a praticare lo skateboard all'età di dodici anni dopo alcune gare amatoriali nel 1987 all'età di quattordici anni fu notato dalla Powell Peralta dove nel 1988 debuttò nel video dei Bones Brigate "Public Domain".
Nel 1990 divenne professionista sempre sotto il team di Stacy Peralta nonostante la specialità di Bucky (Vert) era in calo rispetto alla disciplina da strada.
Durante la fine degli anni novanta, Bucky ha partecipato al Tony Hawk's Skatepark Tour insieme a Bam Margera, Eric Koston e molti altri skater noti dell'epoca incluso Rick Thorne e Mat Hoffman della Bmx, tale tour era a scopo promozionale degli sport estremi in giro per gli Stati Uniti.
Anche nel 2001 e nel 2002, Bucky ha partecipato a questo tour dimostrativo mentre a livello di competizione ha partecipato agli X Games dove ha vinto la medaglia d'oro nel 1999 e 2000 a San Francisco, nel 2003 e 2004 a Los Angeles come Vert singolo, nel 2006 sempre a Los Angeles come vert best trick, mentre nel 2003 come vert doubles.
In questo periodo Bucky è stato ideatore e massimo esponente di alcune manovre vert come il McTwist 540°, la Fs540° e soprattutto il frontside heelflip varial gaytwist.
Sempre agli X games nel 2003 Bucky insieme a Bob Burnquist è stato protagonista in doubles nel 2003.
Negli ultimi anni si è specializzato nella specialità bowl.
Gli sponsor attuali di Bucky sono la Billabong e la Element mentre in passato è stato sponsorizzato dalla Airwalk e dalla Birdhouse stesso sponsor di Tony Hawk.

## X Games
Bucky ha debuttato agli X Games nel 1997 gareggiando nella categoria vert e arrivando 4º assoluto mentre nel 1999 ha vinto la sua prima medaglia d'oro sempre in vert mentre è arrivato 5º assoluto nella disciplina best trick (miglior numero).
Nel 2000 ha vinto la sua seconda medaglia d'oro consecutiva se.mpre in vert mentre nel 2001 è arrivato secondo assoluto dopo una lotta per la vittoria con Bob Burnquist.
Nel 2002 è arrivato secondo assoluto nella specialità vert double (specialità a due) insieme a Bob Burnquist mentre nel 2004 ha vinto la sua terza medaglia d'oro in vert e nel 2006 la sua prima medaglia d'oro in best trick.
Nel 2013 ha ottenuto le sue ultime medaglie d'oro agli X Games vincendo a Los Angeles e a Monaco.
Nel 2014 ha vinto la medaglia d'argento nel rallycross.

## Risultati X Games
- X Games Austin 2015 RallyCross 7
- X Games Austin 2015 Skateboard Vert 12
- X Games Austin 2014 Men's Skateboard Vert 6
- X Games Austin 2014 RallyCross 2
- X Games Los Angeles 2013 Ford RallyCross SuperCar 11
- X Games Los Angeles 2013 Skateboard Vert 1
- X Games Munich 2013 Skateboard Vert 1
- X Games Munich 2013 RallyCross 14
- X Games Los Angeles 2012 RallyCross 13
- X Games Los Angeles 2012 Skateboard Vert 2
- X Games 2011 Skateboard Vert 3
- X Games 2010 Vert 4
- X Games 2010 Park 5
- X Games 2009 Park 18
- X Games 2009 Vert 2
- X Games 2008 Vert 2
- X Games 2007 Big Air 5
- X Games 2007 Vert 6
- X Games 2006 Big Air 4
- X Games 2006 Vert 3
- X Games 2006 Vert Best Trick 1
- X Games 2005 Big Air 4
- X Games 2005 Vert 10
- X Games 2005 Vert Best Trick 7
- X Games 2004 Vert 1
- X Games 2002 Vert 4
- X Games 2002 Vert Doubles 2
- X Games 2001 Vert 2
- X Games 2001 Vert Best Trick 7
- X Games 2000 Vert 1
- X Games 2000 Vert Doubles 9
- X Games 1999 Vert 1
- X Games 1999 Vert Best Trick 5
- X Games 1997 Vert 4

### Rallycross
Nel 2012 è stato selezionato nei tre piloti ufficiali della Subaru Rallycross Team per correre nel Global RallyCross Championship e in particolar modo agli X Games dove tra l'altro partecipano altri atleti di sport estremi in questa disciplina come Travis Pastrana e Bryan Deegan della FMX, Dave Mirra della BMX e piloti stuntman come Ken Block e Tanner Foust oltre in alcune occasioni a piloti professionisti come Marcus Grönholm o Sébastien Loeb.
Nel 2014 agli X Games di Austin in Texas, Bucky ha vinto la medaglia d'argento come secondo assoluto.

### Games e apparenze televisive
In ambito televisivo è apparso allo show Viva la Bam di Bam Margera ed in un brano della cantante Pink, mentre nell'ambito dei videogiochi è apparso come skater selezionabile alla serie Activision di Tony Hawk's Pro Skater e in particolar modo in Tony Hawk's Pro Skater, Tony Hawk's Pro Skater 2, Tony Hawk's Pro Skater 3, Tony Hawk's Pro Skater 4 e in Tony Hawk's Underground.

## Vittorie
- 1st 2013 X Games (Los Angeles): Vert
- 1st 2013 X Games (Monaco di Baviera): Vert
- 1st 2013 X Games (Barcelona): Vert
- 1st 2013 x Games (Foz do Iguacu): Vert
- 1st 2013 Vans Pool Party[4]
- 2nd 2012 X Games: Vert
- 3rd 2011 X Games: Vert
- 1st 2010 Vans Pro-Tec Pool Party: Pro Division
- 1st 2009 Dew Action Sports Tour: Vert
- 1st 2009 Vans Pro-Tec Pool Party: Pro Division
- 1st 2008 Dew Action Sports Tour: Vert
- 1st 2006 Dew Action Sports Tour: Vert
- 1st 2006 X Games: Vert Best Trick
- 1st 2005 Dew Action Sports Tour: Vert
- 1st 2004 Vans Triple Crown
- 1st 2004 Gravity Games
- 1st 2004 Slam City Jam
- 1st 2003 X Games: Vert
- 1st 2003 X Games: Vert Doubles (con Bob Burnquist)
- 1st 2002 Slam City Jam: Vert
- 2nd 2002 X Games VIII: Vert Doubles (con Bob Burnquist)
- 2nd 2001 X Games: Vert
- 1st 2000 X Games: Vert
- 1st 1999 X Games Vert